# Parepidosis argentifera
Parepidosis argentifera är en tvåvingeart som först beskrevs av Johannes Cornelis Hendrik de Meijere 1906.  Parepidosis argentifera ingår i släktet Parepidosis och familjen gallmyggor.